# Гало (футболист)
Армандо де Алмейда (порт. Armando de Almeida; 2 июля 1893, Рио-де-Жанейро — 6 февраля 1978, Рио-де-Жанейро), более известный под именем Гало (порт. Galo) — бразильский футболист, полузащитник.

Фламенго. 1912 год. Гало крайний справа в верхнем ряду.

Выступал за клубы «Флуминенсе» и «Фламенго», в составе которых стал 4-кратным чемпионом Рио-де-Жанейро. Выступал за сборную Бразилии на трех Чемпионатах Южной Америки, в 1919 году выиграл этот турнир. После окончания карьеры футболиста, работал арбитром на матчах Лиги Кариока.

## Достижения
- Чемпион штата Рио-де-Жанейро: 1909, 1911, 1914, 1915
- Чемпион Южной Америки: 1919